# Родригес Гуальянони, Алан
Алан Хесус Родригес Гуальянони (исп. Alan Jesús Rodríguez Guaglianoni; род. 25 января 2000, Канелонес) — уругвайский футболист, полузащитник клуба «Архентинос Хуниорс».

## Клубная карьера
Родригес — воспитанник клуба «Дефенсор Спортинг». 17 февраля 2019 года в матче против «Пеньяроль» он дебютировал в уругвайской Примере. 31 марта в поединке против столичного «Расинга» Алан забил свой за «Дефенсор Спортинг». В 2021 году Родригес перешёл в «Бостон Ривер». 15 мая в матче против «Монтевидео Уондерерс» он дебютировал за новую команду. 11 июля в поединке против «Серро-Ларго» Алан забил свой первый гол за «Бостон Ривер». 
Летом 2022 года Родригес перешёл в аргентинский «Архентинос Хуниорс». 14 августа в матче против «Унион Санта-Фе» он дебютировал в аргентинской Примере. 7 октября в поединке против «Лануса» Алан забил свой первый гол за «Архентинос Хуниорс». 

## Международная карьера
В 2017 году Родригес в составе юношеской сборной Уругвая принял участие в юношеском чемпионате Южной Америки в Чили. На турнире он сыграл в матчах против команд Чили, Боливии и Колумбии.